# Нола (река)
Нола — река в России, протекает по территории Лендерского сельского поселения Муезерского района Карелии. Длина реки — 21 км, водосборная площадь — 343 км².
Река берёт начало в озере Нолаламби на высоте 210,6 метров над уровнем моря.
Недалеко от истока в реку справа втекает безымянный ручей, текущий из озера Шавне. Далее река течёт преимущественно в южном направлении по заболоченной территории. Перед самым устьем принимает левый приток — реку Салму, берущую начало из Салмиозера. Впадает в озеро Аймоозеро на высоте 177,3 метров над уровнем моря.
Река в общей сложности имеет 24 притока (длиной менее 10 км) суммарной длиной 51 км.
Населённые пункты на реке отсутствуют.
Код водного объекта в государственном водном реестре — 01050000112102000010280.